# Ахмад аль-Фараби
Бурхану-д-дин Ахмад ибн Абу Хафс аль-Фараби (араб. الفارابي أحمد‎; ум. 1174) — ученый из Отырара, филолог-арабист, историк религии.
Первоначальное образование получил в Отыраре. Хорошо знал арабский язык и литературу, историю религии, Коран. Список трудов аль-Фараби находится в рукописном фонде Санкт-Петербургского отделения Института Востоковедения РАН.

## Сочинения
- Заллят аль-кари («Ошибки при чтении») — о правильном чтении текста Корана. Рукопись состоит из 121—214 страниц и находится в библиотеке Сулеймания.
- Манзума фи-ль-муаннасати с-самаия («Исключения, применяемые в женском роде, не подчиняющиеся общим языковым правилам») — о проблемах арабского языка[2].